# Jean Levi
Pour les articles homonymes, voir Levi.
Jean Levi, né le 3 mars 1948, est un orientaliste français, spécialiste  de la Chine et de la pensée chinoise. Il travaille principalement sur les systèmes de représentations en Chine ancienne. Il a publié de nombreux essais sur le taoïsme et la religion populaire ainsi que des traductions de grands classiques chinois. 

## Carrière
Jean Levi est directeur de recherche au CNRS. Il a enseigné dans les universités de Paris, Bordeaux, Genève et Montréal.

## Famille
Il est neveu de la romancière italienne Natalia Ginzburg (née Levi) et cousin de l'historien Carlo Ginzburg. Il est le père de la romancière Célia Levi. 

## Sur l'Armée de terre cuite
Dans le premier chapitre, intitulé « Le Grand Empereur et les guerriers d'argile », de son livre La Chine est un cheval et l'univers une idée, Jean Levi affirme que l'Armée de terre cuite est un faux. Il reprend ainsi à son compte les idées déjà exposées avant lui par l'écrivain situationniste Guy Debord, le journaliste Jean Leclerc du Sablon et le diplomate et sinologue suisse Térence Billeter. Il précise et explique point par point sa pensée dans un entretien réalisé par Alessandro Mercuri, Un mythe aux mains d'argile.

## Liste des ouvrages
- Le Grand empereur et ses automates, Albin Michel, 1985, prix Alfred-Née de l’Académie française
- Le rêve de Confucius, Albin Michel, 1989
- Les Fonctionnaires divins : politique, despotisme et mystique en Chine ancienne, Paris, Seuil, coll. « La Librairie du XXe siècle », 1989
- Le Fils du ciel et son annaliste, Paris, Gallimard, coll. « L'un et l'autre », 1992
- La Chine romanesque : fictions d'Orient et d'Occident, Paris, Seuil, coll. « La Librairie du XXe siècle », 1995 (« compte-rendu »)
- Le coup du Hibou, roman, Albin Michel, 2001, 798 p. (compte-rendu)
- Confucius, Pygmalion, coll. « Chemins d'éternité », 2002
- Les vieux campeurs et autres nouvelles, Paris, Fayard, 2002
- Propos intempestifs sur le Tchouang-tseu, Paris, Allia, 2003, 3e éd., 176 p. (ISBN 979-10-304-0149-3)
- Tchouang-Tseu, maître du Tao, Pygmalion, coll. « Chemins d'éternité », 2006
- Hiérarchie et sacrifice en Chine ancienne, Société d'ethnologie "Conférence Eugène Fleischmann", 2007.
- Ho-Kouan Tseu : précis de domination par Le Maître à la crête de faisan, Paris, Allia, 2008.
- « Corps dolents lettrés et Le Papillon et le Mandarin », dans Les Trois rêves du mandarin, catalogue de l’exposition, Bruxelles, 22 oct. 2009-10 fév. 2010, Bruxelles, Europalia International, Fonds Mercator, 2010
- La Chine est un cheval et l’Univers une idée, Paris, Maurice Nadeau, 2010, (« compte-rendu »)
- Le petit monde du Tchouang-Tseu, Picquier, 2010
- Réflexions chinoises : lettrés, stratèges et excentriques de Chine, Albin Michel, 2011
- Les assassins de Confucius : de quelques tendances récentes de la sinologie, Hermits United, 2023[8]

### Traductions
- Han Fei Zi ou Le tao du prince, présentation et traduction, Paris, Seuil, coll. « Points Sagesses », 1999
- L'Art de la guerre de Sun Tzu, Paris, Hachette, coll. « Pluriel », 2002 ; pour une seconde édition assortie de nombreuses illustrations : Sun tzu, l'Art de la guerre, nouveau monde Édition, 2010 (« compte-rendu »).
- Éloge de l'anarchie par deux excentriques chinois : polémiques du troisième siècle, traduction et présentation, Éditions de l'Encyclopédie des nuisances, 2004
- Shang Yang, Le livre du Prince Shang, traduction et présentation, Flammarion, 2005
- Discours du Qi, texte historique de la Chine pré-impériale, traduction, édition bilingue français-chinois, ENS-LSH Édition, 2005
- Les Œuvres de Maître Tchouang, édition révisée et augmentée d'un échange de lettres avec Jean-François Billeter, Paris, Éditions de l'Encyclopédie des Nuisances, 2006/2010.
- Les 36 stratagèmes, manuel secret de l'art de la guerre, traduction, présentation et commentaires, Payot & Rivages, 2007
- Les Sept Traités de la guerre, traduction et commentaires, Paris, Hachette, coll. « Pluriel », 2008.
- Le Lao Tseu suivi des Quatre Canons de l'Empereur Jaune, traduction et commentaires, Paris, Albin Michel, coll. « Spiritualité », 2009.
- Dispute sur le sel et le fer, présentation, traduction et annotations, Paris, Les Belles Lettres, coll. « Bibliothèque chinoise », 2010.
- Écrits de Maître Wen. Livre de la pénétration du mystère (Traduction), Les Belles Lettres, 2012.
- Lie Tseu, Les Fables de Maître Lie, Éditions de l'Encyclopédie des Nuisances, 2014[9].
- Les Entretiens de Confucius et de ses Disciples, traduction et présentation, Paris, Albin Michel, Spiritualités vivantes, 2015.